# アシュレイ・スコット
アシュレイ・スコット（Ashley Scott、1977年7月13日 - ）は、アメリカ合衆国の女優。

## 出演作品
- 密かな企み Secret Obsession (2019、看護師長)
- ＮＣＩＳ　～ネイビー犯罪捜査班 シーズン7
- 12 ラウンド（モリー）
- ＣＳＩ：マイアミ7
- ジェリコ　～閉ざされた街～ シーズン2（エミリー・サリバン）
- キングダム／見えざる敵
- ジェリコ　～閉ざされた街～ シーズン1（エミリー・サリバン）
- イントゥ・ザ・ブルー（アマンダ）
- ワイルド・タウン／英雄伝説
- ゴッサム・シティ・エンジェル（ヘレナ）
- ダーク・エンジェルII（アーシャ）